# クリス・パイン
クリス・パイン（Chris Pine, 1980年8月26日 - ）は、アメリカ合衆国の俳優。カリフォルニア州ロサンゼルス生まれ。

## 生い立ち
父はハリウッド俳優のロバート・パインで母はハリウッド女優のグウィン・ギルフォード。彼の母方の祖母はハリウッド女優のアン・グウィンで、祖父はハリウッド弁護士のマックス・M・ギルフォード。ウェールズ及びイングランド系の家系であり、またロシア系ユダヤ人の血を引く。カリフォルニア大学バークレー校で英文学の学士号を取得。大学3年生では英国のリーズ大学で英語を勉強する。その後、サンフランシスコのアメリカン・コンサーバトリー・シアターで演技を学ぶ。

## キャリア
2003年、テレビドラマ『ER緊急救命室』でデビュー。同年に、『堕ちた弁護士 -ニック・フォーリン-』『CSI:マイアミ』に出演。2004年、『プリティ・プリンセス2/ロイヤル・ウェディング』で映画デビューし、2005年には『Confession』『シックス・フィート・アンダー』などのドラマでゲスト出演。またショートフィルム『The Bulls』にも出演。2006年『ラッキー・ガール』、2007年『スモーキン・エース/暗殺者がいっぱい』に出演。2009年2月に"Star of Tomorrow"（明日のスター賞）を受賞。同年公開の『スター・トレック』では、主演のジェームズ・T・カーク役となる。
2010年にはロサンゼルスのマーク・テイパー・フォーラムにてマーティン・マクドナー作の戯曲『ウィー・トーマス』舞台上演にパドレイク役で出演し、ロサンゼルス演劇批評家サークル賞を受賞した。

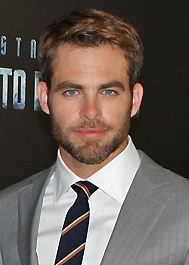
2013年『スター・トレック イントゥ・ダークネス』オーストラリアプレミアでのパイン

2018年8月10日、パラマウント・ピクチャーズとの間で行われていた、ジェームズ・T・カーク役でのスタートレック「ケルヴィン・タイムライン」シリーズ第四作への出演交渉が決裂したと報じられた。

## 私生活
2012年よりモデルのドミニク・ピークと交際している。2013年4月に破局。
2018年4月には、女優のアナベル・ウォーリスとの交際が報じられた。2022年3月、破局が報じられた。

## フィルモグラフィ
※役名の太字表記は主演。

### 長編映画

#### 劇場公開映画
| 年   | 題名                                                                                  | 役名                                | 備考                                     | 吹き替え                            |
| ---- | ------------------------------------------------------------------------------------- | ----------------------------------- | ---------------------------------------- | ----------------------------------- |
| 2004 | プリティ・プリンセス2/ロイヤル・ウェディング The Princess Diaries 2: Royal Engagement | ニコラス・デヴロー卿                |                                          | 竹若拓磨                            |
| 2005 | Confession                                                                            | Luther Scott                        | (吹替版なし)                             |                                     |
| 2006 | ラッキー・ガール Just My Luck                                                         | ジェイク・ハーディン                | 日本劇場未公開                           | 竹若拓磨                            |
| 2006 | Blind Dating                                                                          | Danny Valdessecchi                  |                                          | (吹替版なし)                        |
| 2006 | スモーキン・エース/暗殺者がいっぱい Smokin' Aces                                      | ダーウィン・トレモア                |                                          | (吹替版なし)                        |
| 2008 | ボトル・ドリーム カリフォルニアワインの奇跡 Bottle Shock                              | ボー・バレット                      | 日本劇場未公開                           | (吹替版なし)                        |
| 2009 | スター・トレック Star Trek                                                            | ジェームズ・T・カーク               |                                          | 阪口周平                            |
| 2009 | フェーズ6 Carriers                                                                    | ブライアン・グリーン                | 石田彰（ソフト版） 入野自由（Netflix版） |                                     |
| 2010 | アンストッパブル Unstoppable                                                          | ウィル・コルソン                    | 阪口周平                                 |                                     |
| 2012 | Black & White/ブラック & ホワイト This Means War                                      | FDR・フォスター                     | 神奈延年                                 |                                     |
| 2012 | ピープル・ライク・アス People Like Us                                                 | サム・ハーパー                      | 日本劇場未公開                           | (吹替版なし)                        |
| 2012 | セレステ∞ジェシー Celeste and Jesse Forever                                           | Rory Shenandoah                     | カメオ出演                               | (吹替版なし)                        |
| 2012 | ガーディアンズ 伝説の勇者たち Rise of the Guardians                                   | ジャックフロスト                    | 声の出演                                 | 落合佑介                            |
| 2013 | スター・トレック イントゥ・ダークネス Star Trek Into Darkness                         | ジェームズ・T・カーク               |                                          | 阪口周平                            |
| 2014 | エージェント:ライアン Jack Ryan: Shadow Recruit                                       | ジャック・ライアン                  |                                          | 阪口周平                            |
| 2014 | クレイジー・ドライブ Stretch                                                          | カロス                              | 日本劇場未公開 クレジットなし            | 阪口周平                            |
| 2014 | モンスター上司2 Horrible Bosses 2                                                     | レックス・ハンソン                  |                                          | 阪口周平                            |
| 2014 | イントゥ・ザ・ウッズ Into the woods                                                   | シンデレラの王子                    | (吹替版なし)                             |                                     |
| 2015 | 死の谷間 Z for Zachariah                                                              | ケイレブ                            | 阪口周平                                 |                                     |
| 2016 | ザ・ブリザード The Finest Hours                                                       | バーニー・ウェバー                  | 福田賢二                                 |                                     |
| 2016 | スター・トレック BEYOND Star Trek Beyond                                              | ジェームズ・T・カーク               | 阪口周平                                 |                                     |
| 2017 | ワンダーウーマン Wonder Woman                                                         | スティーブ・トレバー                | 小野大輔                                 |                                     |
| 2018 | リンクル・イン・タイム A Wrinkle in Time                                              | アレックス・マリー博士              | 日本劇場未公開                           | (吹替版なし)                        |
| 2018 | アウトロー・キング スコットランドの英雄 Outlaw King                                   | ロバート・ザ・ブルース              |                                          | 阪口周平                            |
| 2018 | スパイダーマン:スパイダーバース Spider-Man: Into the Spider-Verse                     | ピーター・パーカー / スパイダーマン | 声の出演                                 | 中村悠一                            |
| 2020 | ワンダーウーマン 1984 Wonder Woman 1984                                               | スティーブ・トレバー                |                                          | 小野大輔                            |
| 2022 | ザ・コントラクター The Contractor                                                     | ジェームス・ハーパー                | 兼製作総指揮                             | 阪口周平                            |
| 2022 | オールド・ナイフ 〜127便の真実〜 All the Old Knives                                   | ヘンリー・ペラム                    | 兼製作総指揮                             | 田村真                              |
| 2022 | Doula                                                                                 | Doctor                              | 兼製作                                   | (吹替版なし)                        |
| 2022 | ドント・ウォーリー・ダーリン Don't Worry Darling                                      | フランク                            |                                          | 三木眞一郎                          |
| 2023 | ダンジョンズ&ドラゴンズ/アウトローたちの誇り Dungeons & Dragons                       | エドガン・ダーヴィス                | 武内駿輔                                 |                                     |
| 2023 | Poolman                                                                               | Darren Barrenman                    | 兼監督・共同脚本・製作                   | (吹替版なし)                        |
| 2023 | ウィッシュ Wish                                                                       | マグ二フィコ王                      | 声の出演                                 | 福山雅治（本編） 宮内敦士（予告編） |
| TBA  | Nowhere Fast                                                                          | TBA                                 | プリプロ                                 | TBA                                 |

#### WEB配信映画
| 年   | 題名                                                | 役名                   | 配信局  | 吹替     |
| ---- | --------------------------------------------------- | ---------------------- | ------- | -------- |
| 2016 | 最後の追跡 Hell or High Water                       | トビー・ハワード       | Netflix | 阪口周平 |
| 2018 | アウトロー・キング スコットランドの英雄 Outlaw King | ロバート・ザ・ブルース | Netflix | 阪口周平 |

### 短編映画
| 年   | 題名         | 役名  |
| ---- | ------------ | ----- |
| 2004 | Why Germany? | Chris |
| 2005 | The Bulls    | Jason |

### テレビ
| 年         | 題名                                                                                           | 役名                 | 備考                            | 吹き替え |
| ---------- | ---------------------------------------------------------------------------------------------- | -------------------- | ------------------------------- | -------- |
| 2003       | ER緊急救命室 ER                                                                                | レヴィン             | 第9シーズン第16話「千羽鶴」     | 小伏伸之 |
| 2003       | 堕ちた弁護士 -ニック・フォーリン- The Guardian                                                 | ロニー・グランディ   | 第3シーズン第7話「心変わり」    |          |
| 2003       | CSI:マイアミ CSI: Miami                                                                        | トミー・チャンドラー | 第2シーズン第10話「殺しのキス」 | 櫻井孝宏 |
| 2005       | シックス・フィート・アンダー Six Feet Under                                                    | サム（若い頃）       | 第5シーズン第2話「違和」        |          |
| 2009, 2017 | サタデー・ナイト・ライブ Saturday Night Live                                                   | 本人 / ホスト        | 計2話出演（2017年はホスト）     |          |
| 2015       | ウェット・ホット・アメリカン・サマー: キャンプ1日目 Wet Hot American Summer: First Day of Camp | エリック             | 計5話出演                       | 矢野正明 |
| 2017       | Angie Tribeca                                                                                  | Dr. Thomas Hornbein  | 計3話出演                       | N/A      |
| 2017       | ウェット・ホット・アメリカン・サマー: あれから10年 Wet Hot American Summer: Ten Years Later    | エリック             | 計4話出演                       | 矢野正明 |
| 2019       | I Am the Night                                                                                 | Jay Singletary       | 計6話出演 兼製作総指揮          | N/A      |

### コンピュータゲーム
| 発売年 | タイトル                   | 役名                  | 備考     |
| ------ | -------------------------- | --------------------- | -------- |
| 2013   | スター・トレック Star Trek | ジェームズ・T・カーク | 声の出演 |

## 日本語吹き替え
『スター・トレック』以降、大半の作品で阪口周平が担当しており、ほぼ専属になっている。
『ワンダーウーマン』シリーズでは、小野大輔が担当している。
この他にも、竹若拓磨や矢野正明、武内駿輔なども担当している。

## 参照
1. ↑  Turbiville, Tom (2010年2月7日). “Aggie connections move actor to help Bryan school”. theeagle.com. 2010年7月19日閲覧。
2. 1 2  Martin, Denise. “10 things you didn't know about Chris Pine”. Los Angeles Times. 2010年7月19日閲覧。
3. ↑  “Chris Pine — Bio”. Flixster (2009年5月4日). 2010年7月19日閲覧。
4. ↑  Smith, Krista (2009年5月). “To Boldly Star”. Vanity Fair. 2010年7月19日閲覧。
5. ↑  “Chris Pine Biography”. TV Guide. 2010年7月19日閲覧。
6. ↑  “Chris's new role is light years from Leeds digs”. Yorkshire Post (2009年5月1日). 2010年7月19日閲覧。
7. ↑  Reiner, Jay (2010年7月13日). “'The Lieutenant of Inishmore' a gruesome pleasure”. Reuters 2011年5月9日閲覧。
8. ↑  “2010 Awards”.   Los Angeles Drama Critics Circle. 2018年1月5日閲覧。
9. ↑  “Pine, Hemsworth Negotiations Spell Trouble for TREK 4”. TrekCore. (2018年8月10日)
10. ↑  “クリス・パイン、カンヌのレッド・カーペットで新恋人をお披露目”. シネマトゥデイ. (2012年5月27日) 2013年2月3日閲覧。
11. ↑  “イケメン俳優クリス・パイン、アナベル・ウォーリスと交際”. ハリウッド・ニュース. (2018年4月5日)
12. ↑  VanHoose, Benjamin. “Chris Pine and Annabelle Wallis Break Up After 4 Years of Dating” (英語). PEOPLE.com. 2022年3月3日閲覧。